# 1998년 전국체육대회
제79회 전국체육대회는 1998년 9월 25일부터 1998년 10월 1일까지 대한민국 제주도에서 개최되었다.
제주도에서 전국체전이 최초로 개최되었다.(1984년 제13회 전국소년체육대회개최), 서울 올림픽 10주년 기념 및 올림픽성화 제주도 첫 기착 기념으로 개최되었으며, 특수 시설종목의 수도권 지역 분산개최로 절약체전을 지향하였다.

## 개요
- 대회명칭 : 제79회 전국체육대회
- 개최기간 : 1998년 9월 25일 ~ 1998년 10월 1일
- 개최지 : 제주도 (주개최지 : 제주시)
- 구호 : 굳센 체력, 알찬 단결, 빛나는 전진
- 참가인원 : 21,482명
- 종별 : 일반부, 대학부, 고등부
- 마스코트 : 숨비

## 종목

### 정식종목
| - 검도 - 골프 - 궁도 - 근대5종 - 농구 - 럭비 - 레슬링 - 배구 - 배드민턴 - 보디빌딩 | - 복싱 - 볼링 - 사격 - 사이클 - 세팍타크로 - 수영 (경영, 다이빙, 수구) - 승마 - 씨름 - 야구 - 양궁 | - 역도 - 요트 - 우슈 - 유도 - 육상 - 인라인롤러 - 정구 - 조정 - 체조 - 축구 | - 카누 - 탁구 - 태권도 - 테니스 - 펜싱 - 하키 - 핸드볼 |

### 시범종목
- 소프트볼
- 트라이애슬론
- 수중